# آندریاس تورکیدسن
آندریاس تورکیدسن (انگلیسی: Andreas Thorkildsen؛ زادهٔ ۱ آوریل ۱۹۸۲) ورزشکار پرتاب نیزه اهل نروژ است. تورکیدسن قهرمانی‌های متعددی از جمله بازی‌های المپیک تابستانی ۲۰۰۴، المپیک ۲۰۰۴ و ۲۰۰۹ برلین را در کارنامه دارد. وی در مسابقات کشوری و بین‌المللی در مجموع برندهٔ ۶ مدال طلا، ۳ مدال نقره شده‌است.